# De Kolck
De Kolck is een openluchtzwembad in het dorp Meeden in de Nederlandse provincie Groningen. Het zwembad wordt geëxploiteerd door de Dorpraadscoöperatie Meeden en beschikt over drie baden.

## Geschiedenis
In 1929 besloot de toenmalige sportcommissie dat het sporten in de omgeving moest worden bevorderd. Daarvoor waren sportaccommodaties benodigd die hieraan voldeden. Hierbij inbegrepen was ook een zwembad. Ondanks de grote depressie werd toch besloten om het zwembad te bouwen, omdat er ook werkgelegenheidsprojecten moesten worden gerealiseerd. In 1930 werd er begonnen met de bouw van het zwembad. De Kolck werd opgeleverd in 1931.
In september 2012 maakte het college van de toenmalige gemeente Menterwolde bekend het zwembad te willen sluiten als onderdeel van de bezuinigingsplannen. De plaatselijke dorpsraadcoöperatie roep inwoners van het dorp op om de vergadering over het onderwerp te bezoeken. Als gevolg hiervan waren 200 geïnteresseerde personen bij de vergadering aanwezig. Een maand later kreeg de dorpsraadcoöperatie meer tijd om alternatieve plannen voor het zwembad te bedenken. In november 2012 werd bekend dat de dorpsraadcoöperatie het zwembad zou gaan exploiteren. Ze kregen hiervoor 65.000 euro van de gemeente, de helft van het bedrag wat eerder voor het zwembad was gereserveerd.
In augustus 2013 werd bekendgemaakt dat het gelukt was om het zwembad draaiende te houden met de helft van de gemeentelijke bijdrage. Voor het seizoen van 2014 zou het zwembad in eerste instantie een bijdrage van 45.000 euro ontvangen van de gemeente. Dankzij een motie van GroenLinks en de Partij van de Arbeid kreeg het zwembad een extra bijdrage van 20.000 euro, waardoor de totale bijdrage weer 65.000 euro bedroeg. De gemeente Menterwolde wou in eerste instantie vanaf 2015 alleen het DG van der Noortbad in Muntendam financieel ondersteunen en De Kolck dus sluiten. Er was echter nog geen definitieve beslissing genomen, er werd namelijk nog gewacht op de uitslag van een onderzoek van de Koninklijke Nederlandse Zwembond.
Op 13 november 2014 werd besloten om De Klock alsnog in 2015 financieel te ondersteunen. De gemeente deed ondertussen onderzoek naar een compleet nieuw zwembad of een overkapping van De Kolck, zoals voorgesteld werd op 30 oktober 2014.

## Faciliteiten
De Kolck beschikt over drie zwembaden: een wedstrijdbad van 25 meter, een instructiebad en een peuterbad. Tevens beschikt het wedstrijdbad over een hoge en een lage duikplank. Achter de zwembaden is een grasweide te vinden.

## Galerij

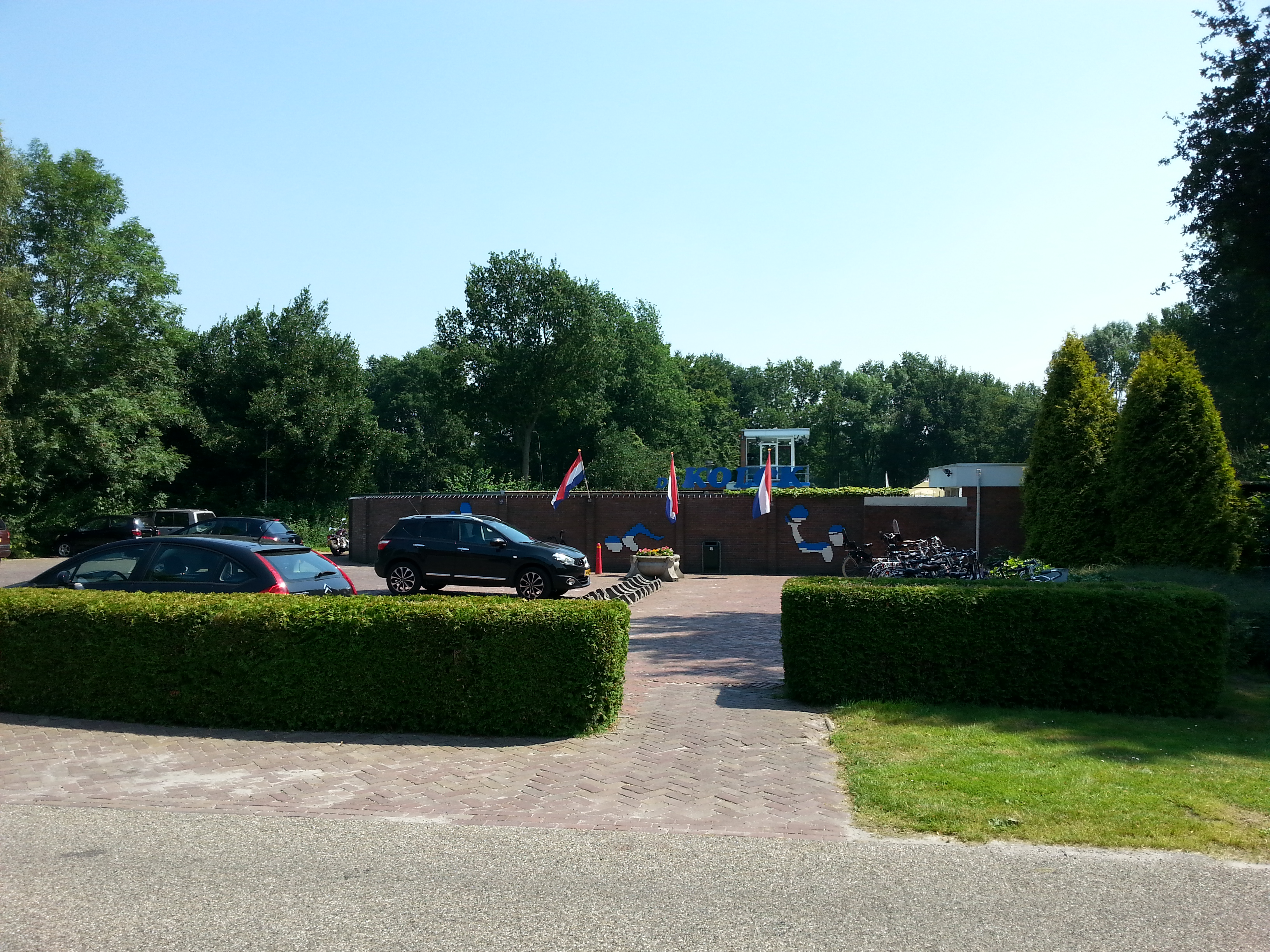
Ingang van het zwembad
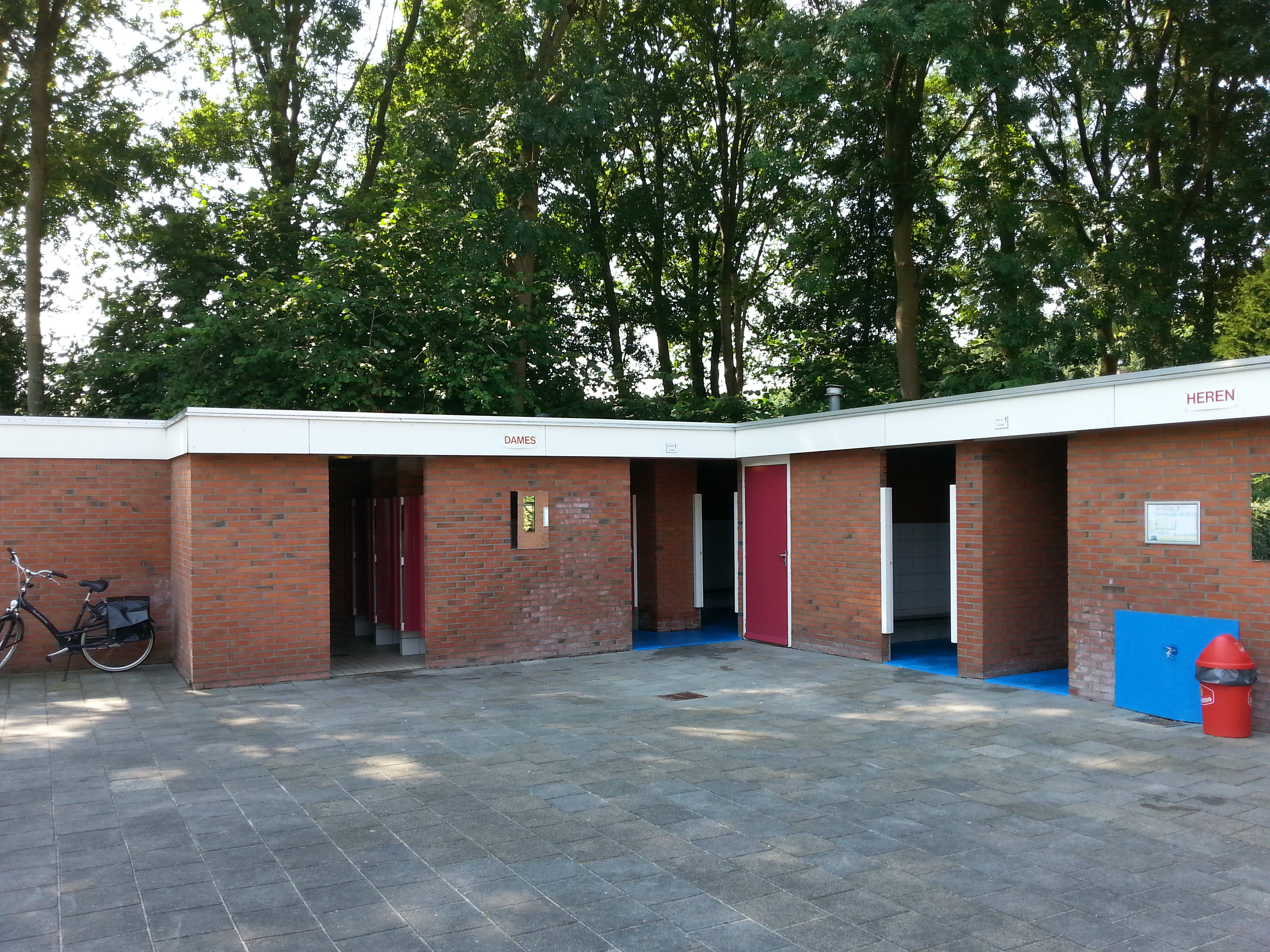
Kleedkamers